# Daniel Dolan
Daniel Lytle Dolan (28 de mayo de 1951 - 26 de abril de 2022) fue un obispo sedevacantista estadounidense.

## Biografía

### Sacerdocio
Marcel Lefebvre dirigió a los sacerdotes de la FSSPX para que siguieran los libros litúrgicos de 1962. Dolan y otros ocho sacerdotes estadounidenses se negaron a hacerlo. 
El 27 de abril de 1983, estos nueve sacerdotes, junto con algunos seminaristas que simpatizaban con ellos, fueron expulsados de inmediato de la FSSPX por Lefebvre por esa y otras razones, como su resistencia a la orden de Lefebvre de que los sacerdotes de la fraternidad debían aceptar los decretos de nulidad emitidos por los tribunales matrimoniales diocesanos y su desaprobación por la política de la FSSPX de aceptar en la sociedad nuevos miembros que habían sido ordenados al sacerdocio según los ritos sacramentales revisados de Pablo VI. 
Casi inmediatamente, estos sacerdotes fundaron la Sociedad San Pío V (SSPV).

### Episcopado
El 30 de noviembre de 1993, en la iglesia de Santa Gertrudis la Grande, West Chester(Ohio), fue consagrado obispo por el obispo sedevecantista Mark Pivarunas.
El 11 de mayo de 1999, en Acapulco (México), asistió como coconsagrante, junto a Pivarunas, de Martín Dávila Gandarade la Sociedad Sacerdotal Trento (Unión Sacerdotal de Trento).
El 22 de febrero de 2018, en Brooksville (Florida), Dolan asistió como coconsagrante, junto a Donald Sanborn, de Joseph Selwaydel Instituto Católico Romano.
El 29 de septiembre de 2021, Dolan consagró al brasileño Rodrigo da Silva, exsacerdote de la FSSPX-Resistencia, como obispo para México y América del Sur. 

### Muerte
El 26 de abril de 2022, el sacerdote Stephen McKenna anunció la muerte repentina del obispo Dolan.

## Linaje episcopal
- José VI Manuel II Tomás, patriarca caldeo
- François David, obispo caldeo de Amadiyah
- Antonin Drapier, nuncio apostólico de Indochina
- Pierre Martin Ngô Đình Thục, arzobispo de Huế
- Moisés Carmona
- Mark Pivarunas
- Daniel Dolan